# Savoyai Margit mantovai hercegné
Savoyai Margit (olaszul: Margherita di Savoia, spanyolul: Margarita de Saboya); 1589. április 28.  – 1655. június 26.) II. Fülöp spanyol király unokája, házassága révén Mantova és Monferrato hercegnéje és az Ibériai Unió keretében Portugália utolsó spanyol alkirálynője.

## Mantova és Monferrato hercegnéje
Margit 1589. április 28-án született Torinóban. Ő volt az ötödik gyermeke I. Károly Emánuel savoyai hercegnek és Katalin Mihaéla spanyol infánsnőnek.  
1608. február 19-én Torinóban feleségül ment Francesco Gonzagához, a mantovai hercegi trón örököséhez. Három gyermekük született, de csak egy lányuk, Mária érte meg a felnőttkort (másik két gyermekük, Ludovico és Eleonora néhány hónaposan meghaltak). 1612-ben apósa elhunyt és Francesco IV. Ferenc néven Mantova és Monferrato hercege lett. Férje azonban röviddel később, még ugyanabban az évben meghalt. Mantovát Francesco öccse, Ferdinando örökölte, a Monferratói Hercegség azonban megengedte a leányági öröklést - a Gonzagák is egy házasság révén tettek rá szert 1531-ben -, így azt a hároméves Mária kapta meg; helyette anyja, Margit uralkodott régensként.    
Francesco öccsei, Ferdinando és Vincenzo is fiúörökös nélkül haltak meg, így 1627-ben kitört a mantovai örökösödési háború. Mária a család egy távoli ágához tartozó Carlo Gonzagához ment férjhez 1627-ben, hogy egyesítsék trónigényüket és férje meg is szerezte a hercegi címet (bár négy évvel később meghalt). 

## Portugália alkirálynője

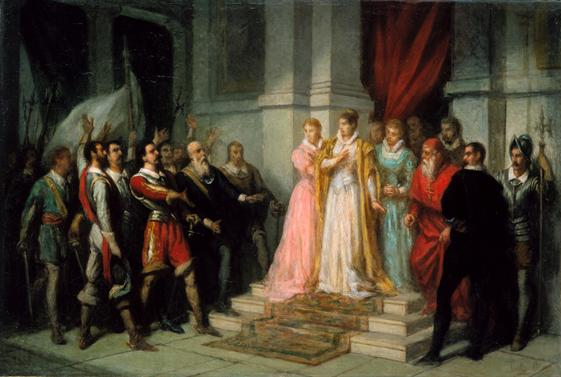
Az alkirálynő letartóztatása (Caetano Moreira da Costa Lima képe, 1888)

1635-ben másod-unokatestvére, IV. Fülöp spanyol és portugál király (Portugáliában III. Fülöp) kinevezte Margitot Portugália alkirálynőjévé, bár a tényleges hatalom az államminiszter, Miguel de Vasconcelos kezében volt. 
1640. december 1-én a madridi udvar politikájával elégedetlen portugál nemesek egy csoportja (az ún. negyven összeesküvő) megrohanták a lisszaboni királyi palotát és meggyilkolták de Vasconcelost. Margit megpróbálta lecsillapítani a város főterén, a Terreiro do Paçón tüntető portugálokat, de nem járt sikerrel. IV. János néven még aznap királlyá kiáltották ki Braganza hercegét és ezzel elkezdődött a 28 évig tartó restaurációs háború. Margitot letartóztatták, de hamarosan visszaküldték Madridba. 
Szavojai Margit 1655-ben halt meg Miranda de Ebro városában, 66 évesen. Károly unokája még 1637-ben Mantova hercege lett, Eleonóra unokája pedig 1651-ben III. Ferdinánd német császár és magyar királyhoz ment feleségül. 

## Fordítás
- Ez a szócikk részben vagy egészben  a   Margaret of Savoy, Vicereine of Portugal című angol Wikipédia-szócikk ezen változatának fordításán alapul.  Az eredeti cikk szerkesztőit annak laptörténete sorolja fel. Ez a jelzés csupán a megfogalmazás eredetét és a szerzői jogokat jelzi, nem szolgál a cikkben szereplő információk forrásmegjelöléseként.